# Xining Caojiabao Airport
Xining Caojiabao Airport (kinesiska: 西宁曹家堡机场) är en flygplats i Kina. Den ligger i provinsen Qinghai, i den nordvästra delen av landet, omkring 27 kilometer sydost om provinshuvudstaden Xining.
Runt Xining Caojiabao Airport är det ganska tätbefolkat, med 166 invånare per kvadratkilometer. Närmaste större samhälle är Gaozhai, 4,9 km väster om Xining Caojiabao Airport. Trakten runt Xining Caojiabao Airport består i huvudsak av gräsmarker.
Genomsnittlig årsnederbörd är 664 millimeter. Den regnigaste månaden är juli, med i genomsnitt 164 mm nederbörd, och den torraste är januari, med 4 mm nederbörd.